# Romanovskij rajon (Territorio dell'Altaj)
Il Romanovskij rajon (in russo Романовский район?) è un rajon del kraj dell'Altaj, nella Russia asiatica; il capoluogo è Romanovo. Il rajon, istituito nel 1944, ha una superficie di 2082 chilometri quadrati e una popolazione di circa 13.000 abitanti.